# 老洲乡
老洲乡，是中华人民共和国安徽省铜陵市义安区下辖的一个乡镇级行政单位。

## 行政区划
老洲乡下辖以下地区：
中心村、光辉村、和平村、民主村和成德村。